# Enno (Schiermonnikoog)
Enno is een monumentale recreatiewoning aan de Badweg in Schiermonnikoog.

## Geschiedenis
De recreatiewoning Enno werd in 1917 gebouwd in opdracht van de Groningse fabrikant Timmer als onderdeel van een serie vakantiewoningen voor zijn familie. Waarschijnlijk heeft hij de woning, in art-nouveaustijl zelf ontworpen. Bij de bouw werden Belgische vluchtelingen, die ten tijde van de Eerste Wereldoorlog ondergebracht waren op Schiermonnikoog, ingeschakeld. Deze woning werd naar zijn zoon Enno genoemd. De andere woningen, die ook in die tijd werden gebouwd, zijn inmiddels verdwenen.
De rechthoekige woning is gemaakt van eternietplaten die rusten op een betonnen plint. Ook in het interieur zijn veel van de oorspronkelijk art-nouveau-elementen bewaard gebleven.
De woning is erkend als een rijksmonument.